# Andrea Benetti
Andrea Benetti (n. 15 ianuarie 1964, Bologna, Italia) este un pictor, fotograf și designer italian, autorul Manifestului artei neo rupestre prezentat în 2009, la cea de-a 53-a Bienală de la Veneția, la Universitatea Ca 'Foscari.

## Biografie
S-a născut la Bologna în 1964. Este autorul Manifestului artei neo rupestre realizat în 2006, pe care l-a prezentat la cea de-a 53-a Bienală de artă de la Veneția, în 2009.   

 Arta sa este inspirată de o referire directă și indirectă la primele forme de artă realizate de omul preistoric. Din lucrările rupestre, Benetti și-a împrumutat trăsăturile stilistice dintr-un punct de vedere creativ, creând lucrări aglomerate cu motive zoomorfe și antropomorfe stilizate, forme geometrice și forme abstracte, cu câmpuri de culoare, ca pentru a crea o punte etică și filosofică între preistorie și contemporaneitate, accentuată de „utilizarea pigmenților vegetali și tehnici precum basorelief și graffiti”. 

 Opera sa este prezentă în principalele colecții de artă naționale și străine (cum ar fi cele ale Organizației Națiunilor Unite, Vaticanului și la Quirinale),  printre cele mai recente expoziții sale se numără „Culorile și sunetele originilor” (Bologna, Palazzo D 'Accursio, 2013),  „VR60768 · figura antropomorfă” (Roma, Camera Deputaților, 2015), „Pater Luminum” (Gallipoli, Muzeul Civic, 2017) și „Fețe împotriva violenței” (Bologna, Palazzo D'Accursio, 2017). 
În 2020, artistul a primit „Premiul Nettuno” al orașului Bologna. 

## Muzeele și colecțiile
- Colecția de artă a Națiunilor Unite (New York, Statele Unite) [13]
- Colecția de artă Vatican (Vatican) [14]

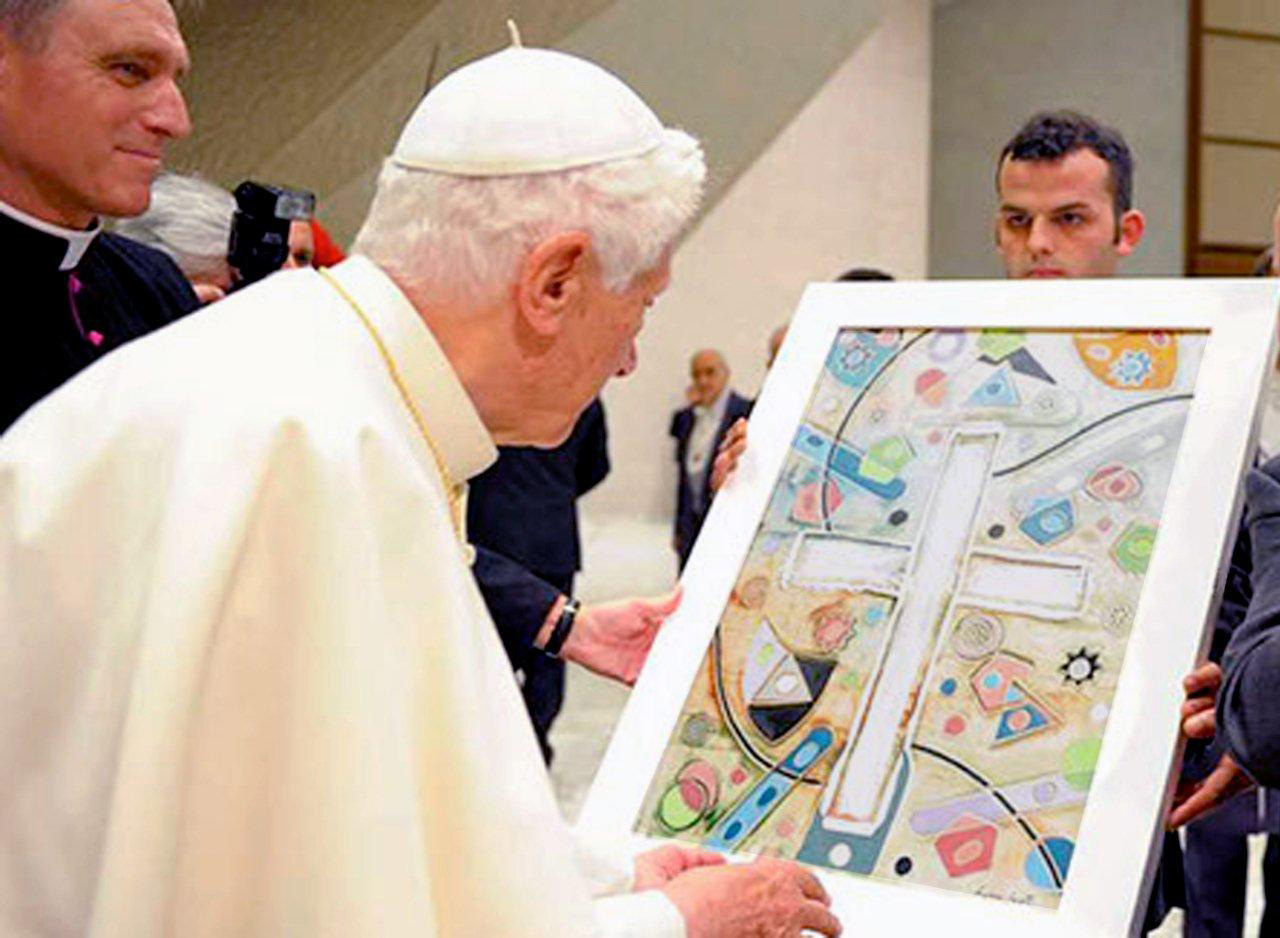
Vaticano, 28/11/12 - Papa Benedict al XVI-lea primește lucrarea lui Benetti „Omagiu adus lui Karol Wojtyla”.

- MACIA - Muzeul italian de artă contemporană din America (San José, Costa Rica) [15]
- Colecția de artă quirinală ∙ Președinția italiană a Republicii ∙ (Roma - Italia) [16]
- Palazzo Montecitorio Parliament Parlamentul italian ∙ Camera Deputaților (Roma - Italia) [17]
- Colecția de artă a Universității din Ferrara (Ferrara - Italia) [18]
- Colecția de artă a Universității din Bari (Bari - Italia) [19]
- Mambo ∙ Muzeul de Artă Modernă Bologna (Bologna - Italia) [20]
- Museion ∙ Muzeul de Artă Modernă și Contemporană Bolzano ( Bolzano - Italia) [21]
- CAMeC - Camec ∙ Centrul de Artă Modernă și Contemporană - (La Spezia - Italia) [22]
- Muzeul FP Michetti (Francavilla al Mare - Italia) [23]
- Muzeul de artă contemporană Osvaldo Licini (Ascoli Piceno - Italia) [24]
- Colecția de artă Municipalitatea Lecce (Lecce - Italia) [25]

## Bibliografie

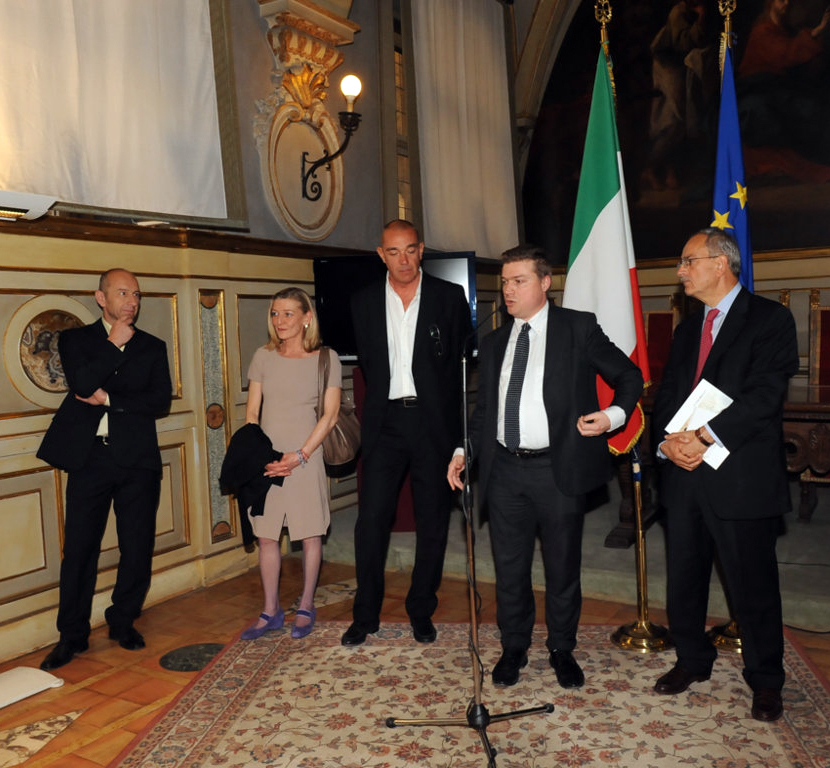
Andrea Benetti își inaugurează expoziția înființată la Roma, la Camera Deputaților